# Termómetro de alcohol
Un termómetro de alcohol es un instrumento medidor de temperatura, compuesto de un tubo de vidrio de paredes gruesas y un diámetro interior muy pequeño, en cuyo interior hay alcohol, que puede ser etanol, tolueno o keroseno, según necesidad. Dicho alcohol suele ser teñido rojo o azul para hacerlo más visible frente al material del termómetro.

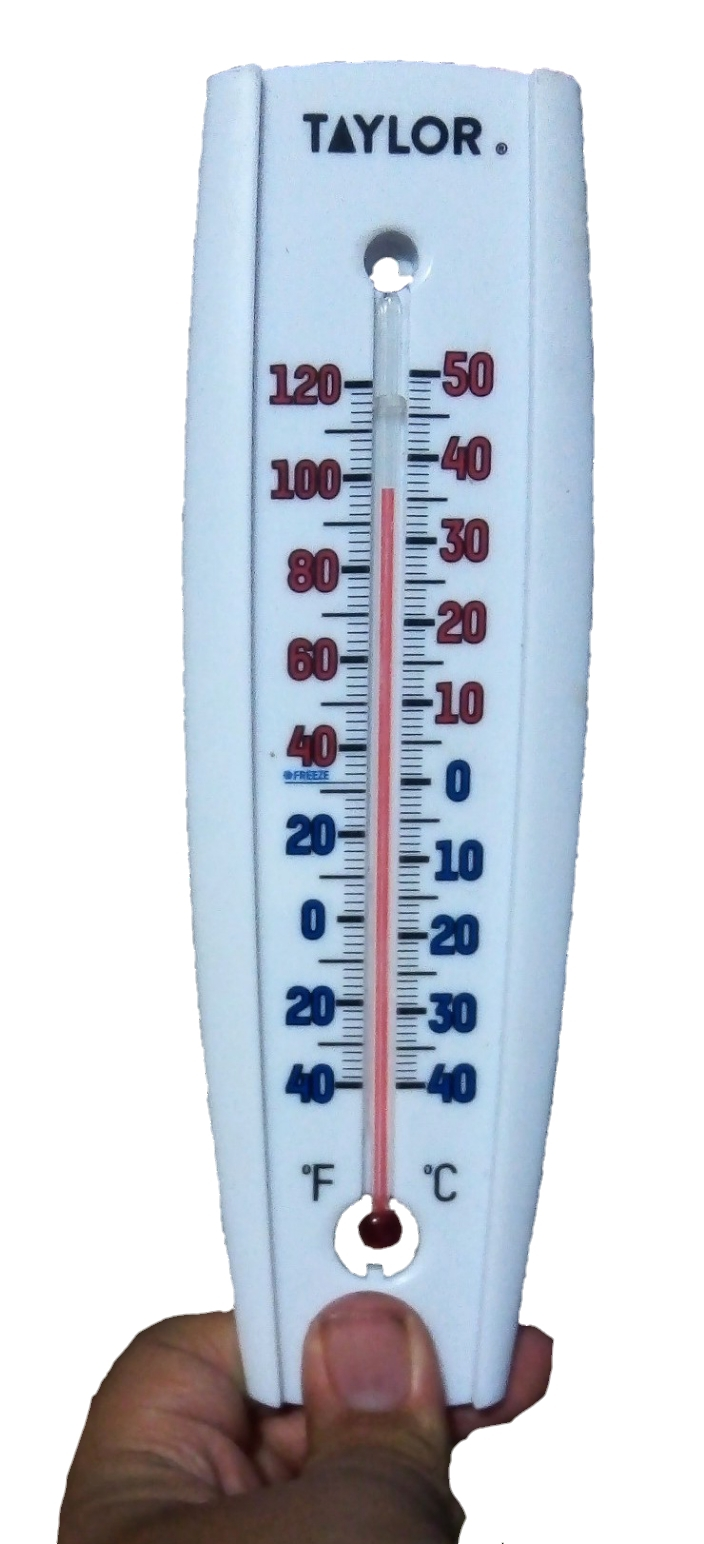

## Historia
El termómetro de alcohol, en sus inicios, fue creado como reemplazo del termómetro de agua, que, a diferencia de este, podía medir con mayor precisión variaciones de temperatura, incluso en ambientes muy fríos. Este primer modelo fue innovado por Fernando II de Médici, quien en 1641 construyó el termómetro de bulbo de alcohol con capilar sellado, favorecido por el desarrollo contemporáneo de las técnicas de vidriería. La forma del modelo de bulbo fue el precursor de los termómetros de vidrio actuales. Sin embargo, otras fuentes indican que el primer termómetro de alcohol fue creado por el científico alemán Daniel Gabriel Fahrenheit en 1709, dado que Fahrenheit era un soplador de vidrio experimentado y su termómetro es considerado por algunos como más fiable que las versiones existentes previamente.

## Usos
El rango de medición de este tipo de termómetro depende del tipo de alcohol utilizado. En el caso de los termómetros de etanol, pueden realizar mediciones de entre -70 y 78 °C, lo cual permite tanto mediciones meteorológicas como de temperatura corporal. A pesar de ello, el uso del termómetro demoró en usarse dentro de las prácticas médicas, en cuanto la medición exacta de la fiebre no parecía tener demasiada relevancia antes del siglo XVII.  Su uso fue popularizado en Holanda por Hermann Boerhaave, médico botánico, que hizo construir tanto termómetros de alcohol como de mercurio para sus investigaciones. Junto a Gerard Van Swieten, Antón De Haen y George Martine, Boerhaave incorporaron el termómetro en el examen clínico